# Klub Dumas
Klub Dumas (hiszp. El club Dumas albo La sombra de Richelieu) – hiszpańska powieść autorstwa Artura Péreza-Revertego. Wydana w Polsce w przekładzie Filipa Łobodzińskiego i kilkakrotnie wznawiana. Druga wersja tytułu oznacza Cień Richelieu i pochodzi z książki Dumasa Dwadzieścia lat później. 
Na jej podstawie Roman Polański nakręcił w 1999 roku film Dziewiąte wrota, usuwając jednak wszystkie aluzje do książek Dumasa.

## Zarys fabuły
Głównym bohaterem jest Lucas Corso, specjalista od starych książek. Dostaje on zlecenie od bogatego Varo Borjy, aby odszukał dla niego i porównał trzy egzemplarze tajemniczej księgi o przywoływaniu Szatana. 
Corso, chcąc zarobić, wyrusza do właścicieli dwóch pozostałych egzemplarzy. Po drodze na jego życie nastaje pewien mężczyzna, którego Corso w myślach przezywa Rochefortem - imieniem postaci z Trzech muszkieterów Dumasa. Wkrótce pojawia się również złowroga Milady. Rzeczywistość, historia z Trzech muszkieterów i tajemnica szatańskiej księgi Dziewięcioro Wrót do Królestwa Cieni zaczynają się przeplatać, a Corso nawet nie zdaje sobie sprawy, że odgrywa w tym wszystkim ściśle zaplanowaną rolę.

## Źródła
1. ↑  Patrycja Włodek, "Klub Dumas" Artura Péreza-Reverte'a i "Dziewiąte wrota" Romana Polańskiego : raj bibliofila, [w:] Od Cervantesa do Pereza-Reverte'a: adaptacje literatury hiszpańskiej i iberoamerykańskiej, Fundacja Kino, 2011, s. 192-213, ISBN 978-83-922850-7-6 [dostęp 2021-10-28] (pol.).